# Oleg Novickij
Oleg Viktorovič Novickij (rusky Олег Викторович Новицкий, * 12. října 1971 v Červeni, Minské oblasti, Běloruské SSR, SSSR) je pilot ruského vojenského letectva a kosmonaut, 526. člověk ve vesmíru. Od října 2006 je členem oddílu kosmonautů CPK. Od roku 2010 se připravoval na svůj první kosmický let na Mezinárodní vesmírnou stanici (ISS) jako člen Expedice 33 a 34, která se uskutečnila mezi říjnem 2012 – březnem 2013. V listopadu 2016 se vydal na svůj druhý let na ISS, jako palubní inženýr Expedice 50/51, na stanici pracoval do června 2017. Třetí let absolvoval jako člen Expedice 65 v roce 2021 a čtvrtý jako velitel krátkodobé návštěvnické expedice na jaře 2024. V polovině roku 2025 odešel z oddílu kosmonautů a převzal manažerskou funkci ve Středisku přípravy kosmonautů. 

## Studium a vojenská kariéra
Bělorus Oleg Novickij pochází z běloruského města Červeň, po střední škole byl přijat ke studiu na Kačinskou vojenskou vysokou leteckou školu (Качинское Высшее военное авиационное училище летчиков), absolvoval ji roku 1994. Následovalo deset let služby u útočného leteckého pluku ve 4. letecké armádě (resp. od roku 1998 4. armádě letectva a protivzdušné obrany) dislokované v Severokavkazského vojenského okruhu. V letech 2004–2006 studoval na velitelské fakultě Gagarinovy vojenské letecké akademie (Военно-воздушная академия им.Ю.А.Гагарина), poté se vrátil k pluku. Účastnil se bojových akcí v Čečensku.

## Kosmonaut

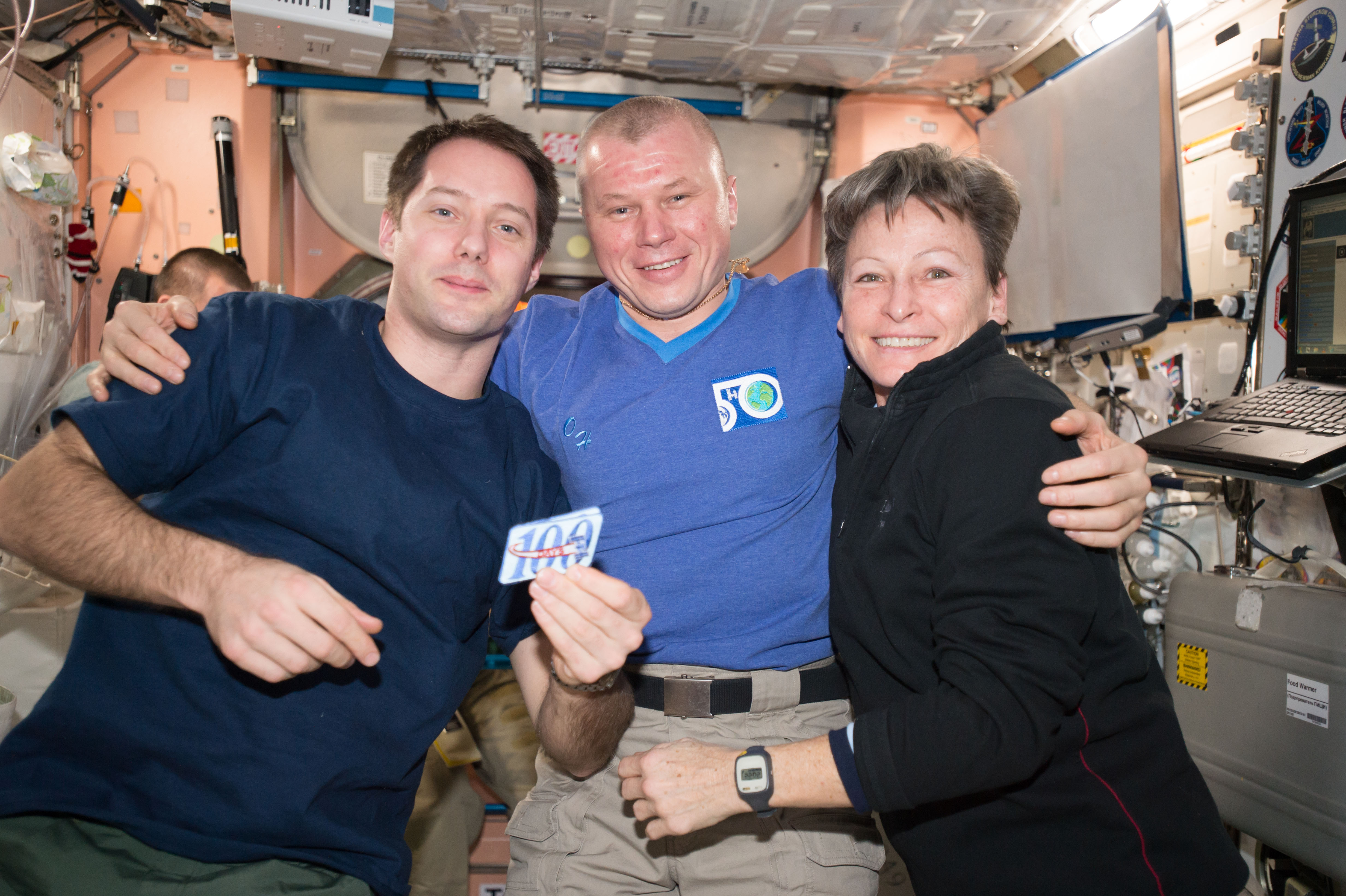
Zleva Pesquet, Novickij a Whitsonová si na palubě ISS připomínají svůj stý den ve vesmíru

Přihlásil se k výběru kosmonautů a 11. října 2006 získal doporučení Státní meziresortní komise k zařazení do oddílu kosmonautů CPK. Absolvoval dvouletou všeobecnou kosmickou přípravu a 9. června 2009 získal kvalifikaci „zkušební kosmonaut“.
V letovém plánu NASA z 2. června 2010 byl uveden jako člen záložní posádky Expedice 31/32 (start v Sojuzu TMA-04M je připravován na březen 2012) a hlavní posádky Expedice 33/34 se startem 30. září 2012. V létě 2012 odešel z armády do civilu.

### 1. kosmický let
Do vesmíru vzlétl 23. října 2012 jako velitel Sojuzu TMA-06M společně s Jevgenijem Tarelkinem a Kevinem Fordem. S Mezinárodní vesmírnou stanicí (ISS) se loď spojila 25. října 2012 ve 12:29:34 UTC. Poté se trojice kosmonautů zapojila do práce Expedice 33, resp. od prosince 2012 Expedice 34. Dne 15. března 2012 v 23:43 UTC se Novickij, Tarelkin a Ford s lodí odpojili od stanice a druhý den v 03:06 UTC přistáli v kazachstánské stepi severovýchodně od Arkalyku. Ve vesmíru strávil 143 dní, 16 hodin a 15 minut.

### 2. kosmický let
V prosinci 2014 byl opět začleněn do posádky, a sice jako náhradník pro let Sojuz MS-01 (start v červenci 2016, Expedice 48/49) a člen posádky Sojuzu MS-03 (start v listopadu 2016, Expedice 50/51).
Podruhé na oběžnou dráhu Země odstartoval 17. listopadu 2016 v Sojuzu MS-03 společně s Thomasem Pesquetem a Peggy Whitsonovou. Po spojení s ISS se trojice kosmonautů zapojila do práce Expedice 50, resp. od dubna 2018 Expedice 51. Dne 2. června 2017 se Novickij, Pesquet a Whitsonová s lodí odpojili od stanice a týž den přistáli v kazachstánské stepi. Ve vesmíru strávili 196 dní, 17 hodin a 50 minut.

### 3. kosmický let
Ke třetímu letu k ISS se vydal 9. dubna 2021 jako velitel Sojuzu MS-18 s Pjotrem Dubrovem a Markem Vande Hei a stali se členy Expedice 65 k ISS. Během letu absolvoval Novickij s Dubrovem ve dnech 2. června, 3. září a 9. září 2021 tři výstupy do volného prostoru o celkové délce 22 hodin a 38 minut. Při prvním dokončili přípravné práce nezbytné pro odpojení dokovacího modulu Pirs od stanice, při dalších dvou naopak propojovali se stanicí nový vědecký modul Nauka, který k ní zakotvil v červenci 2021 na místo uvolněné modulem Pirs. Sojuz MS-18 od stanice odletěl a krátce poté i přistál 17. října 2021 po 190 dnech, 20 hodinách a 53 minutách letu. S Novickým byli na palubě Klim Šipenko a Julija Peresildová, kteří na ISS přiletěli v Sojuzu MS-19 5. října 2021 a během svého dvanáctidenního letu natočili záběry pro film Vyzov (rusky Вызов; doslovně Výzva).

### 4. kosmický let
Návštěvu na ISS doprovázel také při svém dosud posledním letu. Jako velitel Sojuzu MS-25 tvořil 21. návštěvní posádku s běloruskou kosmonautkou Marynou Vasileuskou, na stanici s nimi letěla také americká astronautka Tracy Caldwellová Dysonová, která se tak připojila k dalším členům začínající Expedice 71. Trojice odstartovala z kazašského Bajkonuru  23. března 2024 a po 50 hodinách se 25. března 2024 připojila k ISS. Novickij s Vasileuskou se během pobytu trvajícího 11 dní a 13 hodin věnovali sérii vědeckých experimentů a 6. dubna 2024 se v lodi Sojuz MS-24 od stanice odpojili a přistáli v kazašské stepi. Na palubě s nimi byla americká astronautka Loral O'Harová vracející se ze více než šestiměsíčního pobytu na stanici během Expedice 70. Novickij si touto misí připsal dalších 13 dní, 18 hodin a 41 minut kosmického letu letu a svou celkovou délku letů zvýšil na 545 dní.

### Po odchodu z oddílu kosmonautů
Roskosmos 27. června 2026 oznámil, že se Novickij stal zástupcem vedoucího Střediska přípravy kosmonautů „pro organizaci spolupráce se státními orgány a místními samosprávami.”

## Soukromý život
Oleg Novickij je rozvedený, má dvě dcery.

## Vyznamenání
- Hrdina Ruské federace (28. května 2014),[2]
- Letec-kosmonaut Ruské federace (28. května 2014),[2]
- Řád Za zásluhy o vlast IV. třídy (11. listopadu 2018).[2]
- Několik medailí ministerstva obrany Ruské federace („Za účast v bojových akcích“, „Za vojenskou udatnost“ II. třídy, „Za vynikající vojenskou službu“ I., II. a III. třídy).